# Алегро
Але́гро (італ. Allegro — весело, життєрадісно) — 
1. позначення швидкого темпу, що відповідає швидкому кроку;
2. музична п'єса або її частина, яка виконується в темпі але́гро і не має спеціальної назви.

Існує також термін сонатне алегро — перша частина класичного сонатного циклу, яка пишеться, як правило, в сонатній формі та в темпі алегро. Тому цей термін іноді застосовують замість терміна «сонатна форма», навіть щодо п'єс, написаних в іншому темпі.
Сонатне алегро — музична форма, що побудована на протиставленні двох контрастних тем у різних тональностях. Основні розділи сонатної форми (сонатного алегро):
- експозиція — представлення головної, побічної (у домінантовій тональності) та зв'язуючої партій;
- розробка — розвиток представлених тем;
- реприза — побічна партія транспонується в основну тональність;
- кода.

Форма сонатного алегро також є першою частиною сонатної циклічної форми — симфонії, сонати, квартету. Класичний тип сонатної форми розвинувся і остаточно закріпився в творчості віденських класиків — Й. Гайдна, В. А. Моцарта, Л. ван Бетховена.